# Galerita atripes
Galerita atripes är en skalbaggsart som beskrevs av Leconte. Galerita atripes ingår i släktet Galerita och familjen jordlöpare. Inga underarter finns listade i Catalogue of Life.